# Revelation (álbum de Christopher Lee)
Revelation es un álbum de estudio publicado en 2006 por Christopher Lee que contiene versiones de canciones populares y navideñas. Fue grabado un videoclip para la canción «My Way», en el que Lee aparece recorriendo los alrededores de su hogar en Cadogan Square, Londres.

## Lista de canciones
1. "Alexander Townley – The Pum" – 7:06
2. "The Impossible Dream (The Quest)" – 3:28
3. "I, Don Quixote – Man of la Mancha" – 3:42
4. "Carmencita – Quiero y no quiero querer" – 4:06
5. "The Toreador March – Flamenco Mix" – 5:21
6. "O Sole Mio – It's Now or Never" 3:51
7. "High Noon" – 2:23
8. "Wanderin' Star" – 3:44
9. "Oh What a Beautiful Mornin'" – 2:58
10. "Name Your Poison" – 3:13
11. "Toreador March – Heavy Metal Mix" – 4:39
12. "The Little Drummer Boy" – 3:02
13. "Silent Night" – 2:59
14. "My Way" – 4:34
15. Behind the Music – with Christopher Lee – 22:20